# IC 3120
IC 3120 је лентикуларна галаксија у сазвјежђу Береникина коса која се налази на листи објеката дубоког неба у Индекс каталогу.
Деклинација објекта је + 13° 44' 54" а ректасцензија 12h 18m 15,3s. Привидна величина (магнитуда) објекта IC 3120 износи 14,7 а фотографска магнитуда 15,6. IC 3120 је још познат и под ознакама CGCG 69-137, VCC 281, KUG 1215+140, PGC 39513.